# Décivilisation
La décivilisation est un concept initialement utilisé afin de faire référence aux travaux du sociologue allemand Norbert Elias, qui a longuement réfléchi aux causes profondes de l'arrivée du nazisme en Allemagne et a étudié dans ses ouvrages l'évolution des mœurs à travers le temps. Son ouvrage Sur le processus de civilisation, écrit en 1939, est considéré comme une œuvre majeure de la sociologie contemporaine.

## Autres utilisations
En 1974, le mot est également utilisé dans un sens différent, par l'ethnologue français Robert Jaulin, qui publie La Décivilisation politique et pratique de l'ethnocide. 
Enfin, le terme est utilisé avec une signification encore bien différente en 2011, par l’essayiste d’extrême droite, Renaud Camus.